# Высокуша (приток Каменки)
Высокуша — река в России, протекает в Судогодском районе Владимирской области. Устье реки находится в 4,3 км по правому берегу реки Каменка. Длина реки составляет 12 км.
Исток реки южнее деревни Климовская в 22 км к юго-западу от Судогды. В верховьях на реке запруда. Течёт на северо-восток, протекает несколько населённых пунктов Судогодского района, крупнейший из которых — село Александрово. Впадает в Каменку в деревне Клины.

## Данные водного реестра
По данным государственного водного реестра России относится к Окскому бассейновому округу, водохозяйственный участок реки — Клязьма от города Владимир до города Ковров, без реки Нерль, речной подбассейн реки — бассейны притоков Оки от Мокши до впадения в Волгу. Речной бассейн реки — Ока.
Код объекта в государственном водном реестре — 09010300912110000032936.